# 야하기 사유리
야하기 사유리(矢作 紗友里, 1986년 9월 22일 ~ )는 일본의 여자 성우이다. 도쿄도 출신. 아임 엔터프라이즈 소속.
2015년 1월 31일자로 소속사 공식 홈페이지를 통해 결혼을 보고하였다.

## 출연작

### TV 애니메이션
2005년
- 카린 (마아카 카린)

2006년
- 전설의 총사 빨간 망토 (큐피, 그레텔)
- 스쿨럼블 2학기 (텐노지 미오)
- 무장연금 (부스시마 카나)
- 두근두근 메모리얼 Only Love (후지카와 유카)

2007년
- 포테마요 (하나부사 에이코)
- 기신대전 기간틱 포뮬라 (아마노 우츠키)
- 캐릭캐릭 체인지 (마시로 리마)
- 쿄시로와 영원한 하늘 (시라토리 쿠)
- 건강 전라계 수영부 우미쇼 (나나코 마야)
- sola (미즈구치 치사토)
- 하야테처럼! (세가와 이즈미)
- 오버 드라이브 (아사히 카호)

2008년
- To LOVE -트러블- (사이렌지 하루나)
- 웹 고스트 피포파 (소후에 히카루)
- 흑집사 (란마오)
- 타이타니아 (리라 플로렌츠)
- 요츠노하 (유키 아리사)
- 세키레이 (미츠하)

2009년
- 푸른꽃 (혼아츠키 요우코)
- 내일의 요이치 (사기노미야 사콘)
- 완소! 퍼펙트 반장 (사노 안쥬)
- 꿈빛 파티쉐르 (코시로 미야, 마롱)
- 아수라 크라잉 (아니아)
- 아수라 크라잉2 (아니아)
- 내일의 요이치 (사기노미야 사쿄)
- 두근두근 메모리얼4 시작의 파인더 (고도 츠구미)
- 첫사랑 한정 (큐마 나노카)
- 파이트 일발! 충전짱!! (토모나가 이오노)
- 하야테처럼! 2기 (세가와 이즈미)
- 구인 시가 (스니)
- 우주를 달리는 소녀 (에리카)

2010년
- 바쿠만 (미요시 카야)
- 오오카미씨와 7명의 동료들 (시타기리 시즈메)
- 학생회 임원들 (하기무라 스즈)
- 꿈빛 파티쉐르 스페셜 프로페셔널 스위츠 스피릿 (마롱)
- 좀 더 To LOVE -트러블- (사이렌지 하루나)
- MM! (히이라기 노아)
- 흑집사 2기 (란마오)
- 배신자는 내 이름을 알고 있다 (쿠레하 아야)
- 츄브라 (시라이시 하루카)

2011년
- 소프테니 (엘리자베스 워렌 (エリザベス ウォーレン))
- 마켄키 (히메가미 코다마)
- 너와 나 (아이다 히사코)
- 바쿠만 2기 (미요시 카야)
- 이국미로의 크로와제 (카미유)
- 꿈을 먹는 메리 (쥬카이 미스톨틴)

2012년
- 오다 노부나의 야망 (아케치 쥬베 미츠히데)
- 투러브 트러블 다크니스 (사이렌지 하루나)
- 무장신희

### OVA
2008년
- 초겨울의 따뜻한 날씨 (미도 란)

2010년
- 오늘 사랑을 시작합니다 (히비노 사쿠라)

- 요츠노하 (유키 아리사)

### 드라마 CD
- 하야테처럼! (세가와 이즈미)
- To LOVE -트러블- (사이렌지 하루나)